# Горсли, Чарльз
Чарльз Эдвард Горсли (англ. Charles Edward Horsley; 16 декабря 1822, Лондон — 28 февраля 1876, Нью-Йорк) — английский композитор, сын Уильяма Горсли.

## Биография
Учился у своего отца и Игнаца Мошелеса в Лондоне, позднее у Морица Гауптмана и у Феликса Мендельсона в Лейпциге. Вернувшись в Лондон, с 1849 года состоял в Баховском обществе, в 1862 году занимался музыкальной программой Всемирной выставки. В 1861—1872 гг. жил и работал в Мельбурне, затем перебрался в США и до конца жизни был органистом нью-йоркской Часовни Святого Иоанна.

## Творчество
Из композиций Горсли при жизни были исполнены оратории «Гидеон» (1860, музыкальный фестиваль в Глазго), «Давид» и «Иосиф». Кроме того, он написал оду «Эвтерпа» для солиста, хора и оркестра (на стихотворение Генри Кендалла), музыку к пьесе Джона Мильтона «Комос», скрипичный концерт, струнный квартет, фортепианные пьесы. В американский период жизни в наибольшей степени сочинял патриотические песни. Посмертно издано его руководство по гармонии (англ. Text-book of Harmony; 1876).